# 道の駅あゆの里矢田川
道の駅あゆの里矢田川（みちのえき あゆのさとやたがわ）は、兵庫県美方郡香美町にある兵庫県道4号香住村岡線の道の駅である。

## 施設
- 駐車場
  - 普通車：12台
  - 大型車：4台
  - 身障者用：1台
- トイレ|  |
  - 男：大 1器（1器）、小 4器（4器）
  - 女：6器（5器）
  - 身障者用：2器（2器）

※（）内は、24時間利用可能
- 売店
- レストラン
- 公衆電話

## 休館日
- 毎週火曜日
- 年末年始

## アクセス
- 兵庫県道4号香住村岡線 - 登録路線
- 山陰本線香住駅より香美町町民バス5系統長井線境行き終点下車後6系統村岡境線に乗り換え長瀬下車。祝日除く月曜日から金曜日のみ運行。

## その他
- 山陰近畿自動車道が開通すると県道香住村岡線の交通量が減少。道の駅の運営が困難になった。2018年からは、ホームページ上で「まじでつぶれる5日前」と宣言し、日本一ダメな道の駅として知名度と利用者増を図っている[3]。